# Choi Yeon-Ho
Choi Yeon-Ho (4 de mayo de 1981) es un deportista surcoreano que compitió en taekwondo. Ganó cuatro medallas en el Campeonato Mundial de Taekwondo entre los años 2001 y 2009, y dos medallas en el Campeonato Asiático de Taekwondo en los años 2004 y 2008.

## Palmarés internacional
| Campeonato Mundial  | Campeonato Mundial                | Campeonato Mundial | Campeonato Mundial |
| Año                 | Lugar                             | Medalla            | Categoría          |
| ------------------- | --------------------------------- | ------------------ | ------------------ |
| 2001                | Jeju (Corea del Sur)              | Medalla de oro     | –54 kg             |
| 2003                | Garmisch-Partenkirchen (Alemania) | Medalla de oro     | –54 kg             |
| 2007                | Pekín (China)                     | Medalla de oro     | –54 kg             |
| 2009                | Copenhague (Dinamarca)            | Medalla de oro     | –54 kg             |
| Campeonato Asiático |                                   |                    |                    |
| Año                 | Lugar                             | Medalla            | Categoría          |
| 2004                | Seongnam (Corea del Sur)          | Medalla de oro     | –54 kg             |
| 2008                | Luoyang (China)                   | Medalla de plata   | –54 kg             |